# BH Telecom Indoors 2003
Il BH Telecom Indoors 2003 è stato un torneo di tennis facente parte della categoria ATP Challenger Series nell'ambito dell'ATP Challenger Series 2003. Il torneo si è giocato a Sarajevo in Bosnia ed Erzegovina dal 10 al 16 marzo 2003 su campi in cemento indoor.

## Vincitori

### Singolare
Richard Gasquet ha battuto in finale  Dick Norman con il punteggio di 6–1, 7–6(7)

### Doppio
Tomáš Berdych /  Jaroslav Levinský hanno battuto in finale  Simon Aspelin /  Johan Landsberg con il punteggio di 1–6, 7–6(6), 6–4